# Torre de televisión de Riad
La Torre de televisión de Riad (en árabe: برج التلفزيون) es Torre de telecomunicaciones localizada en la ciudad de Riad, la capital y ciudad más grande de Arabia Saudita. Tiene 170 metros de altura ubicada dentro de las instalaciones del Ministerio de Información Saudí, posee una plataforma de observación pública. Fue construida entre 1978 y 1981.